# Воєнно-політичний союз радянських республік
Воєнно-політичний союз радянських республік — формально «міждержавне» об'єднання воєнних, політичних і економічних ресурсів самостійних національних радянських республік у 1919 — поч. 1920-х рр., насправді — спроба правлячої партії РКП(б) здійснити централізацію військового і народно-господарського управління на території радянських республік як передумови створення унітарної держави.
23 квітня 1919 року головнокомандувач ЗС РСФРР Іоаким Вацетіс і член Революційної військової ради (РВР) Республіки Семен Аралов передали Володимиру Леніну доповідну записку, в якій наголошувалося, що подальше збереження національних військових формувань у радянських республіках «надзвичайно загрозливе». В УСРР, наприклад, у середині квітня 1919 року на основі з'єднань Українського фронту було сформовано Першу Українську радянську армію, Другу Українську радянську армію, Третю Українську радянську армію. У республіках дедалі частіше спостерігалися прояви самостійного вирішення питань військового будівництва та військових операцій.
24 квітня Володимир Ленін дав вказівку підготувати від імені ЦК РКП(б) директиву до всіх компартій республік про «єдність (злиття) воєнну…». «Проект директиви ЦК про воєнну єдність» (обговорений 28 квітня 1919) передбачав запровадження єдиного командування Червоної армії, найсуворішу централізацію всіх сил і ресурсів республік, залізничного транспорту. Так було закладено централізоване управління ВПК і всіма галузями економіки з єдиного російського центру.
4 травня 1919 року ЦК РКП(б) розглянув питання «Про єдине командування над арміями як Росії, так і дружніх соціалістичних республік» і ухвалив підпорядкувати військові формування України, Білорусі, Латвії, Литви і Естонії єдиному командуванню Червоної армії. Територія кожної республіки ставала територією військового округу, ці округи підпорядковувалися РВР Республіки (РСФРР) на тих же засадах, що й військові округи РСФРР. Народні комісаріати військ всіх республік розформовувалися.
УСРР першою підтримала утворення воєнно-політичного союзу радянських республік. 19 травня нарада членів ЦК КП(б)У за участі представників ЦК РКП(б) і відповідальних працівників центральних установ УСРР схвалила директиву ЦК РКП(б) й ухвалила рішення про ліквідацію Українського фронту й підпорядкування військових округів РВР Республіки. Цього ж дня ВУЦВК ухвалив постанову «Про об'єднання військових сил радянських республік» і доручив своїй президії звернутися до ЦВК всіх республік з пропозицією виробити конкретні форми майбутнього союзу. За створення союзу висловилися Ради оборони Литви та Білорусі, уряд Латвійської республіки. 1 червня 1919 року сесія Всеросійського ЦВК за участі представників урядів цих республік і Естонії ухвалила декрет про створення воєнного союзу. Всеросійський ЦВК визнав за необхідне провести об'єднання військових організацій і військового командування, радянського народного господарства, залізничного управління і господарства, фінансів і наркоматів усіх республік. Керівництво п'ятьма галузями зосереджувалося в єдиних московських колегіях. Наступного дня було ухвалено привести у відповідність до структури Червоної армії (див. Радянська армія) всі війська республік. РВР РСФРР була наділена правом переформовувати національні з'єднання і частини, зводити їх у загальнономерні дивізії, використовувати на різних фронтах.
РВР УСРР видала 4 червня 1919 року наказ про розформування Українського фронту. Його частини увійшли до 14-ї армії (підпорядковувалися Південному фронтові) та 12-ї, яка переходила у підлеглість РВР Західного фронту.
На підставі наказу РВР Республіки від 26 червня 1919 року Київський і Одеський військові округи підпорядковувалися Західному фронтові, який міг здійснити керівництво ними; Харківський військовий округ — Південному фронтові. Зруйнування роботи військового відомства в Україні, перекидання українських частин на інші фронти значною мірою обумовили поразку радянських військ в Україні влітку 1919 року.